# Lissonota impressor
Lissonota impressor là một loài tò vò trong họ Ichneumonidae.